# Amambay
Amambay is een departement van Paraguay. Het heeft een oppervlakte van 12.933 km² en 125.611 inwoners (2012); voor 2016 is de prognose 161.869 inwoners. De hoofdstad is Pedro Juan Caballero.

## Bestuurlijke indeling
Het departement is verdeeld in zes districten.
| Nr. | District             | Inwoners | Oppervlakte |
| --- | -------------------- | -------- | ----------- |
| 1   | Bella Vista          | 16.418   | 3.901 km²   |
| 2   | Capitán Bado         | 18.864   | 2.704 km²   |
| 3   | Cerro Corá           | 7.280    | 1.451 km²   |
| 4   | Karapaí              | 4.282    | 673 km²     |
| 5   | Pedro Juan Caballero | 117.270  | 3.698 km²   |
| 6   | Zanja Pytá           | 7.632    | 529 km²     |

| Detailkaart |
| ----------- |
|             |
| Districten  |